# Bareilly
Bareilly (hindi: बरेली, urdú: بریلی) és una ciutat i municipalitat de l'Índia, a Uttar Pradesh, capital del districte de Bareilly i de la divisió de Rohilkhand, a la vora del riu Ramgaga. Noms alternatius són Barely, Barelly, Bareh, i Bans-Bareilly. La població el 2001 era de 699.839 habitants (2001) i anteriorment de 102.982 (1872), 113.417 (1881), 121.039 (1891) i 131.208 (1901)

## Història
La tradició diu que fou fundada el 1537 i derivaria d'un membre de la casta barhela de nom Bas o de Bas i Barel, que eren katehriya rajputs; no obstant "bans" es tradueix també com bambú. El 1573 s'hi va establir una posició militar per vigilar els turbulents katehriyas de Rohilkhand, i la ciutat va créixer a l'entorn del fortí. El 1596 va esdevenir capital d'una pargana o inalial.
El 1657 va esdevenir capital del Katehr i es va fundar una nova ciutat per Makrand Rai, nomenat governador. Al segle següent es va consolidar el poder els rohilles i Ali Muhammad va establir la seva capital a Aonla, i Bareilly va perdre importància. Hafiz Rahmat Khan, que pràcticament va succeir a Ali Muhammad (si bé només era el regent dels seus fills) va viure a Pilibhit i Bareilly alternativament i aquesta segona va arribar altre cop a la preeminència. Amb la resta del territori, després de la derrota dels rohilla contra Oudh i els britànics el 1774, la ciutat va passar al nawab d'Oudh.
Fou cedida per Oudh a la Companyia Britànica de les Índies Orientals el 1801. Llavors va esdevenir la seu d'un districte i cort provincial. Una revolta que es va produir el 1816, per l'establiment d'una taxa sobre les cases, fou reprimida; el 1837 i 1842 hi va haver disturbis religiosos entre hindús i musulmans. El 1857 va participar activament a la revolta dels sipais que s'hi van rebel·lar el 31 de maig; Khan Bahadur, net d'Hafiz Rahmat Khan, fou proclamat governador; els europeus van fugir a Naintal; el govern d'Hafiz fou complicat. Els britànics vcan recuperar el sud i l'oest; el nawab de Farrukhabad, Nana Sahib de Cawunpore, Firoz Shah de Lucknow i altres caps rebels es van refugiar a Bareilly; el 5 de maig de 1858 un exèrcit britànic va arribar davant la ciutat i al cap de dos dies els rebels van fugir cap a l'interior d'Oudh, entrant els britànics gairebé resistència. El mateix 1858 fou declarada municipalitat.
Nous conflictes religiosos es van produir el 1871. Part de la població musulmana de la ciutat va marxar el 1947 cap al Pakistan.

## Llocs destacats
Els més destacats són:
- Tomba d'Hafiz Rahmat Khan
- Quatre temples de Xiva (Alakhnath, Trivatinath, Madhinath, i Dhopeshwarnath)
- Tenple de Xiva de Lala Champak Rai Ki Bagia
- Temple de Tulsi Math.
- Temple de Chunne Miyan Lakshmi Narayan
- Temple de Doopeshwarnath
- Museu de l'Exèrcit
- Museu Panchala
- Fort de Ramnagarh (a 25 km)
- Temple de Teerthankar a Ramnagar (a uns 25 km)
- Amrapali Multiplex Mall, centre comercial
- Temple de Gurudwara Guru Teg Bahadhur Sahib
- Temple Chunna Miyan Jii ka Mandir,
- Temple de Pashupati Nath
- Església Baptista de Freewill
- Temple de Bhole Nath
- Temple de Bhagwaan Mahaveer
- Ciutat model de Bada Gurudwara
- Catedral de Sant Alfons de Ligouri
- Diversos parcs